# 三バン

候補者ポスター掲示場。日本の選挙戦は公式な場の外側で激しい戦いが行われている。

三バン（さんバン）は、日本における公職選挙で必要とされる3つの要素を比喩的に表現した「ジバン（地盤）、カンバン（看板）、カバン（鞄）」のこと。
日本の公職選挙では、政治家は優れた政策や資質で選ばれるべきで、知名度や組織、資金の大小で選挙運動が不公平にならないよう、公職選挙法や政治資金規正法などにより、選挙活動の制限と公平化が図られている。だが現実には、後援組織の充実度、知名度の有無、選挙資金の多寡や集金力の多少に当落が左右される場合が多く、これを揶揄する文脈で用いられることが多い。

## 地盤

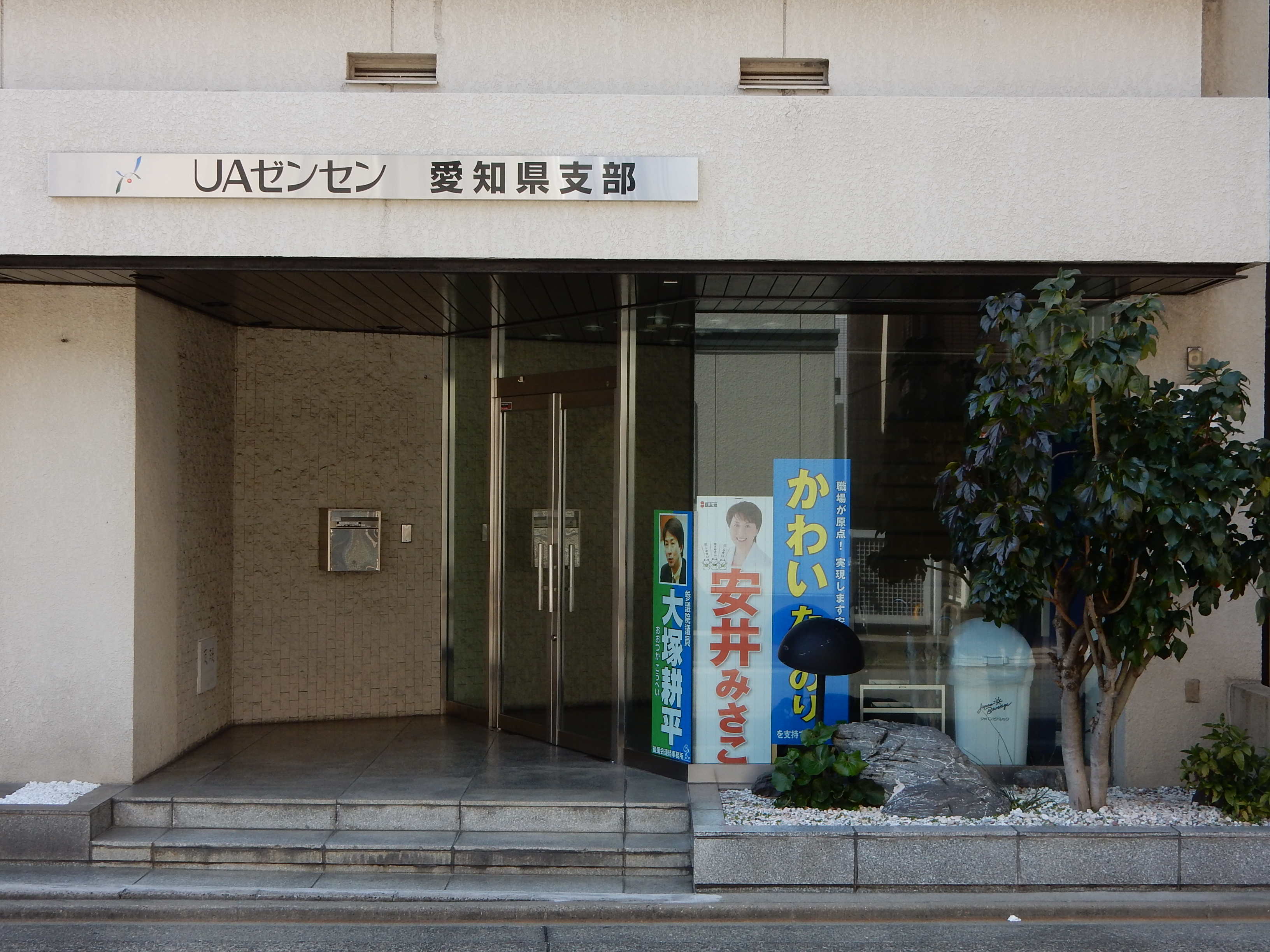
【地盤】UAゼンセン愛知県支部の玄関に掲げられた、複数の政治家の看板。
労働組合などの後援組織の存在は、組織のメンバーによる投票や彼らの選挙活動によって一定の組織票が期待でき、得票数増加の一因となる。

政治家・予定候補者が定着して活動していて一定の支持者を持つ地区、より具体的には選挙区内の支持者の組織（後援会）を指す。地盤は固い方が良いため、支持が強固な様子を「地盤が固い」、その地域を「固い地盤」と喩える。既成の組織（宗教・業界・職能・市民団体・労働組合・政党支部・企業）や個人の関係（地縁・血縁・同級生・同僚や趣味・スポーツ・ボランティアの仲間など）を軸として選挙区内の支持者が組織化（地盤強化、後援会拡充や勝手連的な支援組織の結成）される場合が多い。
支持者の組織は、選挙運動において、第三者に投票を依頼するなど実際に選挙運動を担う人員ともなる。これを「足腰」と言ったりする（例：「○○陣営の足腰が弱っている」（実働する人が少なくなっている）など）。

### 地盤培養行為
「地盤を養う」（=政治家・予定候補者の地域定着化）行為を「地盤培養行為」と呼ぶ。これは建前上「地盤とする選挙区で普段から有権者と接触し政見その他を周知する行為」とされるが、選挙での支持を期待して行われることがある。具体的には公示（告示）前の戸別訪問である。公職選挙法で「戸別訪問」は禁止されているが、地盤培養行為は公職選挙法上の「選挙運動」（事前運動）とみなされないため行えるもので、なおかつ「個別訪問」と位置付けて法的リスクを回避し、選挙期間中には行わない。
さらに地盤が乏しい候補の場合は、選挙期間前にわざわざ複数の団体に入会してまで人脈を増やすことすら行われており、個人の関係においても選挙期間前に映画館や祭事など選挙区内の人が集まる場所に出かけ先程まで見知らぬ人であった人に名刺（選挙とは無関係の肩書）を差し出してゼロから人間関係を作ることすら珍しくない。「電柱にも頭を下げる」と言われる所以である。
こうした形で選挙を有利に進めようとするやり方を「ドブ板選挙」と呼ぶ。その他、後援会活動も事前運動とみなされないため、同様の行為が行われることがある。後援会の場合は「入会の手続き（入会申込書）」「会員間の内部連絡（部内資料）」の体裁をとり、無差別には行わない。

## 看板

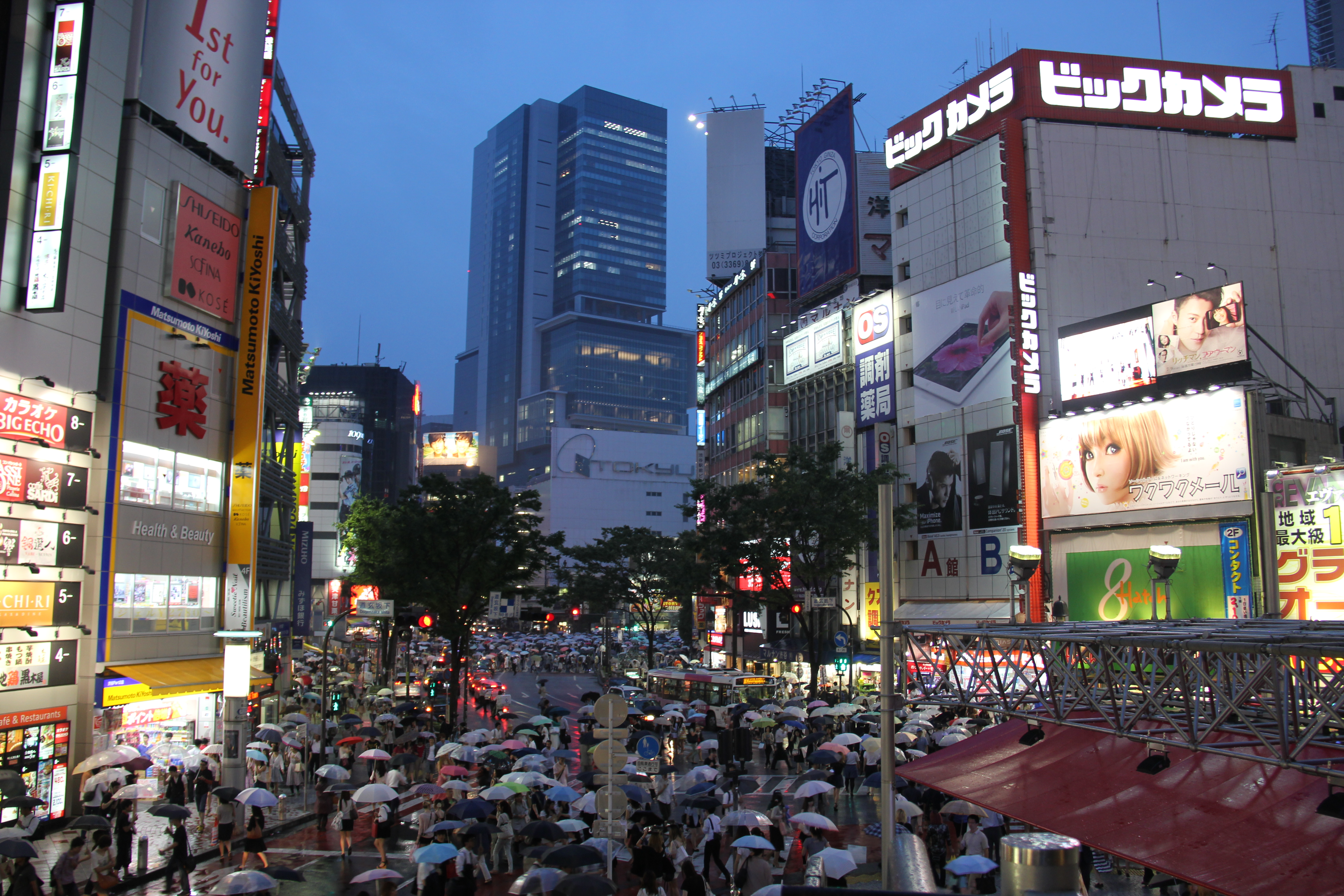
【看板】政治家名（ただし故人・区外）が紛れている町中の広告看板。町中の看板のようによく目立ち、よく知られている候補ほど有利である。

知名度の有無を、看板のように「市中に知られている（目立っている）」という喩えである。日本では公職選挙法により、選挙公報や政見放送などで選挙用広告を均等にする一方で、その内容に制限がある。したがってどの候補者も「公平」であるとされてはいるが、芸能人、文化人、スポーツ選手、地元有名企業の社長（社名と同じ苗字など）、多選者、世襲候補、旧藩主家出身者等は、立候補の時点で知名度が高く、始めから有利である。知名度や功績の無い、いわゆる「泡沫候補」は、自分の存在と名前をゼロから有権者に知らせる必要が生じ、不利となる。

## 鞄

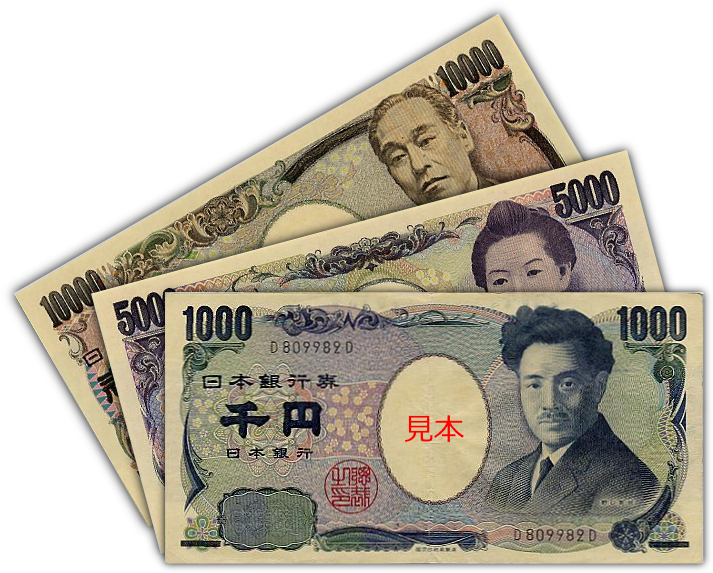
【鞄】日本の公職選挙は公営だが、高額な供託金をはじめ、選挙期間前に行われる選挙対策に費やされるお金は膨大である。

選挙資金。札束が沢山入った鞄をイメージした喩え。公職選挙法や選挙条例により、選挙の投開票などは公営で、告示後の選挙運動には公費負担となる活動が明記されている。にもかかわらず資金が要るとされる主な理由は、高額な供託金（国政選挙では100万円単位）の他、選挙期間前に行われる事実上の選挙対策（政治活動・地盤培養行為扱い）に必要な事務所経費（賃料・人件費・通信費）・交通費や後援会活動費（機関紙・部内資料・ウェブサイト・ポスター・街宣車など）などがある。その他、立候補するために退職すると落選した場合無収入となるリスクがあり、資金があるか再就職に心配のない組織型候補が出やすい。中には、金を渡して自分に投票させようとする買収などの選挙違反行為に走る候補者も存在するが、その時にも資金が必要である。

## 効果
いわゆる世襲候補の場合、親や前任者から受け継いだ後援会や知名度、そして資産と三バンが全て備わっており、他の新人候補と比べて有利に選挙に臨める条件が揃っている。タレント候補の場合は、地盤は希薄である場合もあるが、知名度と資金力、特に知名度が高いため、組織型選挙では難しいとされる無党派層の獲得を中心とした“都市型選挙”に強い傾向がある。この場合は必ずしも三バンを必要としない。落下傘候補の場合、三バンの中で特に地盤（後援会）が充実していない例が殆どである。ただし、落下傘候補は知名度や資金など他の要素で地盤の不足を補いうるとの目算のもとに擁立されることが多い。
一方、売名行為ではないかと公然とささやかれるような常連泡沫候補などは知名度こそ高いが、その場合の知名度はほとんど得票効果を持っていない。また、近年では、無党派層の増加や選挙時の社会の動向などで選挙結果が大きく左右され、三バンのある候補が当選しない例も少なからず出ており、地縁が強いとされるような地域でも三バンさえあれば政策や優れた能力は二の次で良いとは言い難い情勢にあり、今後の選挙の見通しとしては不透明な部分がある。